# Episkopí (Réthymnon)
Pour les articles homonymes, voir Episkopí.
Episkopí, en grec moderne : Επισκοπή, est un village du dème de Mylopótamos, en Crète, en Grèce. Selon le recensement de 2011, la population d'Episkopí compte 110 habitants. Il est situé à une altitude de 270 m et à une distance de 35 km de Réthymnon.

## Recensements de la population
| Recensements | 1900 | 1920 | 1928 | 1940 | 1951 | 1961 | 1971 | 1981 | 1991 | 2001 | 2011 |
| ------------ | ---- | ---- | ---- | ---- | ---- | ---- | ---- | ---- | ---- | ---- | ---- |
| Population   | 121  | 136  | 136  | 145  | 115  | 105  | 89   | 78   | -    | 121  | 110  |